# Maria Teresa Elisa Böbel
Maria Thereza Elisa Böbel (Joinville, 28 de setembro de 1947 — Joinville, 15 de outubro de 2005), foi uma historiadora, pesquisadora, escritora e tradutora brasileira de alemão, especialista na tradução de manuscritos em letra gótica. Fez também traduções de artigos do jornal Kolonie-Zeitung.

## Biografia
Descendente, pelo lado materno, de teuto-brasileiros e, pelo lado paterno, de luso-brasileiros (pernambucanos), Maria Teresa foi uma importante figura no cenário cultural de Joinville. Traduziu do alemão para o português grande parte da documentação do Arquivo Histórico de Joinville, onde começou a trabalhar em 1983.
Entre 1983 e 1985 organizou o material do arquivo para sua transferência ao novo prédio do AHJ, inaugurado na avenida Beira-Rio em 1986.
Entre 1993 e 1995 foi diretora do Arquivo Histórico de Joinville. De 1995 a 1996 foi responsável pelo Museu Nacional de Imigração e Colonização.
Passou três meses na Alemanha pesquisando no Arquivo Estadual de Hamburgo, no Arquivo Político do Ministério do Exterior (em Bonn), no Arquivo Estadual de Bremen e no Arquivo Central da Igreja Evangélica (Berlim), entre outros.
Deixou várias traduções e artigos publicados no boletim do Arquivo Histórico de Joinville, na revista do Instituto Histórico e Geográfico de Santa Catarina, colaborando na elaboração de diversas teses de mestrado de professores da Universidade da Região de Joinville (UNIVILLE).
Junto com a professora Raquel S. Thiago, Maria Thereza lançou em 2001 a obra "Joinville - Os Pioneiros, Documento e História" (UNIVILLE), em dois volumes. Nesta obra, são listados os navios que trouxeram imigrantes para as colônias D. Francisca e Blumenau, com seus passageiros, constituindo fonte valiosa para pesquisas genealógicas.
Maria Teresa foi vítima de seu amor pela história: o câncer que contraiu, e com o qual lutou durante cinco anos, provavelmente foi conseqüência de anos de exposição aos venenos que foram aplicados para proteção dos documentos históricos do AHJ.[carece de fontes?]
Na mais recente entrevista de Maria Thereza ao jornal A Notícia, de Joinville, que ocorreu em junho de 2005, narrou a "folclórica relação de amor entre o francês Frederic Bruestlein - amigo particular do Príncipe de Joinville -, que se apaixonou pela delicada Mella Heeren". Segundo a narração, Mella, que era trisavó de Maria Thereza, "não correspondeu ao francês e casou com um confeiteiro que se estabeleceu perto da casa do outro pretendente". O casal só ficou próximo após a morte, em sepulturas vizinhas do Cemitério Nacional dos Imigrantes em Joinville.

## Livros
- Famílias brasileiras de origem germânica, volume VI (1975),  junto com Elly Herkenhoff.
- Joinville - os pioneiros: documento e história, em co-autoria com Raquel S. Thiago. Joinville, SC, Editora Univille, 2001